# Гончаров, Василий Макарович
Василий Макарович Гончаров (1913 — ?) — советский военный, государственный и политический деятель, гвардии подполковник.

## Биография
Родился в 1913 году в деревне Старина Высочанского сельсовета в белорусской крестьянской семье. Член ВКП(б) с 1936 года.
С 1935 года — на военной службе, общественной и политической работе. В 1935—1963 гг. — красноармеец, на политической работе в танковых частях в Белорусском военном округе, участник Великой Отечественной войны, военный комиссар танкового полка 121-й танковой бригады, начальник политотдела 134-й отдельной танковой бригады, заместитель командира 50-го отдельного гвардейского танкового Новгородского полка прорыва по политчасти Волховского фронта, на военной службе в танковых частях.
Избирался депутатом Верховного Совета СССР 1-го созыва.
Умер до 1985 года.